# Berliner Trinkbrunnen
Die Berliner Trinkbrunnen gibt es in drei verschiedenen Bauformen, sie sind etwa einen Meter hoch und entweder aus Metall oder Stein. Sie stehen als Trinkbrunnen in der Stadt Berlin und bieten stetig sprudelndes Trinkwasser; die Nutzung ist kostenlos. Im April 2021 gaben die Berliner Wasserbetriebe (BWB) an, dass sie im gesamten Berliner Raum seit dem Jahr 2018 240 Trinkbrunnen neu aufgestellt haben anfangs waren es ganze 45 Brunnen. Sie werden vom zentralen Berliner Trinkwassernetz gespeist und von den BWB gewartet. Seit den 1980er Jahren wurden die Wasserspender vor allem an belebten Orten innerhalb des Stadtgebietes aufgestellt. Im Gegensatz zu Konstruktionen in anderen Städten oder Bauweisen anderer Entwickler sprudelt aus diesen Brunnen stetig eine kleine Fontäne, die im leichten Bogen aufsteigt. Das Restwasser läuft in die zentrale Abwasserleitung oder dient – an drei Anlagen – zur Bewässerung der Straßenbäume. Die im Jahr 2022 in Betrieb gegangene Ausführungsform ermöglicht eine barrierefreie Benutzung.
Im Juni 2024 teilten die Wasserbetriebe mit, dass es inzwischen 224 Aufstellungsorte gibt und es sollen noch immer mehr werden. Der stetige Wasserdurchlauf sorgt dafür, dass das Wasser nicht in den Leitungen steht, wodurch sich Verunreinigungen oder Erwärmungen ergeben würden. Mindestens zweiwöchentlich werden die Brunnen gereinigt und im vierwöchigen Abstand werden Proben zwecks Qualitätskontrolle entnommen.
Im Juni 2025 sagte Unternehmenssprecher Stephan Natz der Deutschen Presse-Agentur: Mit 249 dieser Wasserspender stehe die Hauptstadt im bundesweiten Vergleich sehr gut da. Zwölf Brunnen sind momentan nicht nutzbar. 242 Brunnen werden demnach von den Wasserbetrieben betreut. "Sie werden wöchentlich kontrolliert und gereinigt. Und sie werden einmal im Monat labortechnisch überprüft", sagte Natz. 230 Brunnen laufen derzeit. "Die restlichen zwölf Brunnen stehen entweder in Baustellenbereichen oder wurden von Vandalen kaputtgemacht". Die Brunnen in Berlin sind sogenannte Dauerläufer - das heißt, das Wasser läuft permanent. Pro Tag und Brunnen sind es laut Natz etwa 1,3 Kubikmeter. Die Mengen seien zwar relativ gering, dennoch sollen die Brunnen aus Sparsamkeitsgründen nun umgerüstet werden, so dass das Wasser nur noch auf Knopfdruck fließt. 
Zu den kommunalen Trinkwasserspendern gibt es private oder geschäftliche Angebote, u. a. Refill. Einrichtungen mit dem entsprechenden Aufkleber füllen kostenfrei frisches Leitungswasser in mitgebrachte Gefäße.

## Ausführungsformen der Trinkbrunnen in Berlin

### Allgemeines
Finanziert werden die Trinkbrunnen aus Landesmitteln, in den 2020er Jahren sind dafür im Haushalt rund 2,5 Millionen Euro pro Jahr eingeplant. Für Planung und Bau der meisten Trinkbrunnen sind die Berliner Wasserbetriebe verantwortlich. Der städtische Versorger hatte zwischen 1985 und den 2010er Jahren zwei Versionen entwickelt und diese im gesamten Berliner Stadtgebiet auf öffentlichen Plätzen, bevorzugt an stark frequentierten Stellen, aufgestellt. Ende 2016 zeigte eine Karte 32 Aufstellorte. Im August 2018 wurde bereits eine Anzahl von 48 angegeben, 2019=96, 2020=132 und 2021 waren es 180. Alle sind jedoch sehr ungleichmäßig auf die Bezirke verteilt, über die endgültigen Standorte bestimmten die Berliner Wasserbetriebe, in Abstimmung mit den Bezirksverwaltungen.
Im Jahr 2017 wurden rund 350.000 Liter Trinkwasser über diese Brunnen bereitgestellt, die Betriebskosten betrugen dabei etwa jeweils 3500 Euro. Der Bau neuer Trinkwasserbrunnen kostet zwischen 12.000 und 15.000 Euro, je nach Aufwand der Rohrinstallationen und deren Länge. Zusätzliche Kosten in Höhe von 4500 Euro entstehen durch die Wartung und die regelmäßige Wasserbeprobung in Laboren. Sie sprudeln zwischen Mai und Oktober im Dauerbetrieb und liefern frisches Trinkwasser aus der Leitung zum Trinken und Abfüllen. Die restlichen Monate sind sie wegen Frostgefahr abgeschaltet. Bei der Wiederinbetriebnahme im Frühjahr wird das Wasser zunächst gespült, während dieser Zeit ist eine Markierung angebracht, dass noch keine Trinkwasserqualität besteht. – Einen Standortüberblick gibt es auf der Karte der Wasserbetriebe.
Wenig bekannt ist, dass es außer den kommunalen Wasserbetrieben auch andere Firmen gibt, die Trinkwasserbrunnen für Großstädte entwickelt haben, diese auch produzieren und in der Stadt mit aufstellen möchten. Ein ernsthafter Konkurrent ist die Aquadona GmbH unter Leitung des Unternehmers Gerit Kubassa. Dessen Wasserspender sprudelt nicht ständig, sondern nur auf Knopfdruck, wodurch sich die ungenutzte Trinkwassermenge reduziert. Ein weiterer Vorteil ist, dass die Aquadona-Brunnen mittels eines frostsicheren Rücklaufventils und eines Wasserspeichers unterhalb der Bodenfrostschicht von 1,5 m ganzjährig in Betrieb bleiben können. Sie erfüllen damit die Vorgaben der internationalen Gemeinschaft blue community. Im Jahr 2022 musste die GmbH Insolvenz anmelden, hat sich aber Anfang 2024 neu aufgestellt und beabsichtigt, gegen die restriktive Standortvergabe durch die Wasserbetriebe zu klagen.
Außer den ab den späten 1980er Jahren in Kleinserie hergestellten Trinkbrunnen haben sich aus der Historie der Stadt auch andere Formen erhalten, die meist zusammen mit Springbrunnen errichtet wurden. Ursprünglich waren diese Brunnen zur Netzspülung gedacht, aber sie sind ein Beitrag zur Lebensqualität in der Stadt geworden. Neben den öffentlichen Trinkbrunnen existieren 1989 Wasserspender, davon rund hundert in öffentlichen Gebäuden, 67 in Schulen und die übrigen in Unternehmen, Arztpraxen und anderen Einrichtungen.
Zur Wasserversorgung der Bevölkerung in Notfällen gibt es darüber hinaus bereits seit dem 18. Jahrhundert Trinkwassernotbrunnen. Diese sind nicht ständig nutzbar und das Wasser hat keine garantierte Trinkwasserqualität. Jeder dieser Straßenbrunnen der Notversorgung wird aus einer eigenen Tiefbohrung mit Grundwasser versorgt.
Bürger können gewünschte Standorte vorschlagen, vorausgesetzt Wasser- und Abwasserleitungen sind vorhanden, so soll der wirkliche Bedarf ermittelt werden. Bevorzugt sind öffentliche, gut einsehbare und besuchte Plätze mit Sitzbänken. Am Standort einiger öffentlicher Schmuckbrunnen gibt es Wasserspender, die das Trinkwasserangebot für Passanten verbessern. Zudem gibt es Trinkwasserspender in einigen öffentlichen Verwaltungsgebäuden.

### Typ 1, auch Kaiser-Brunnen

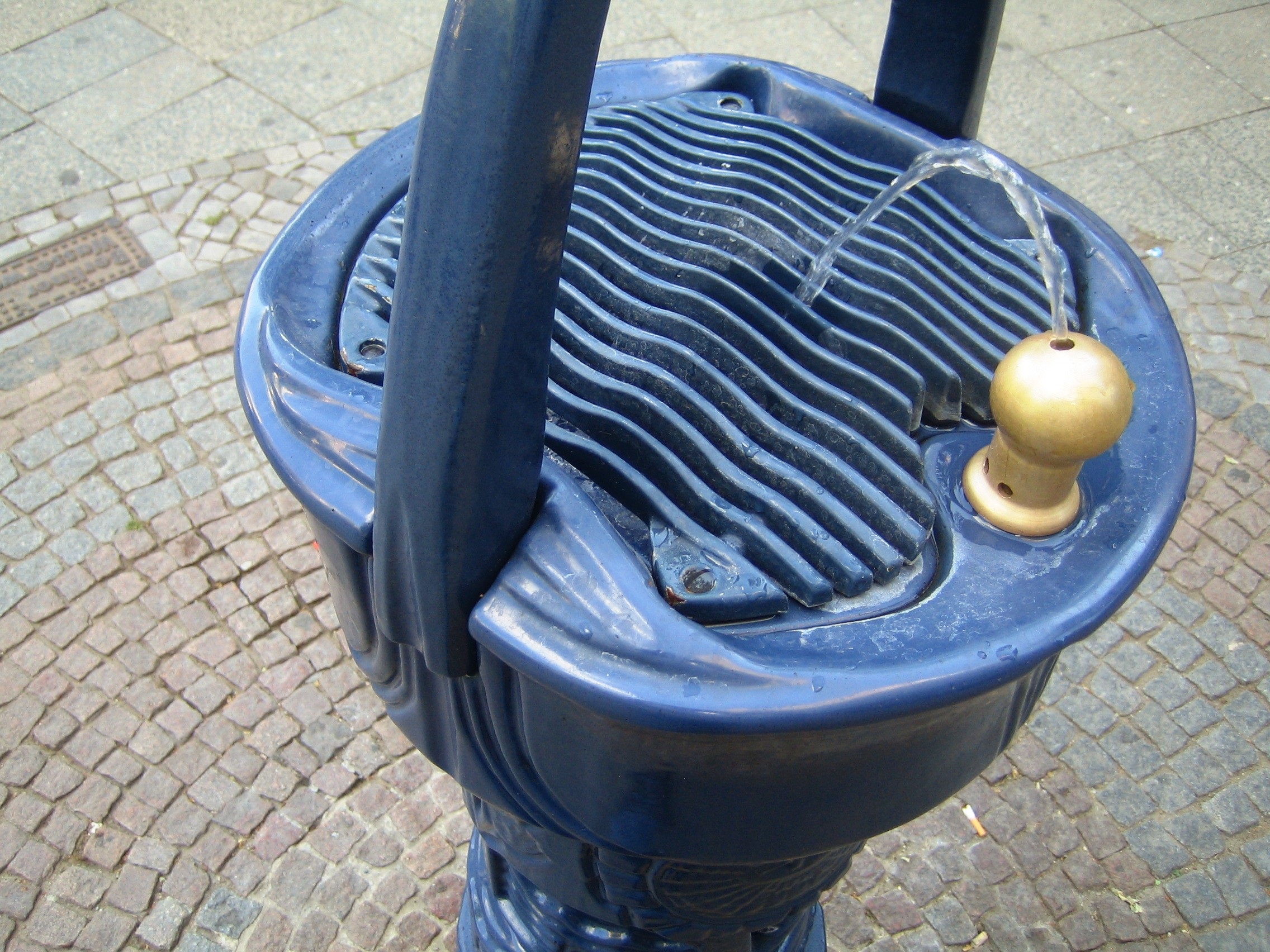
Berliner Trinkbrunnen, Typ 1, Detailaufnahme der permanenten Wasserquelle mit abgedeckter Auffangschale, Standort Berlin-Wilmersdorf

Diese Brunnen sind nach dem Architekten Siegfried Kaiser benannt. Die etwa einen Meter hohen Brunnensäulen mit etwa 40 Zentimeter Durchmesser bestehen aus Gusseisen. „Gestalterische Idee war, auf der Brunnensäule den Weg des Wassers aus der Tiefe der Erde bis zum Verbraucher darzustellen. Auf fünf übereinanderliegenden Rohrstücken zeigen bildliche Darstellungen Erdschichten mit Grundwasserbrunnen, das Belüften des Wassers im Wasserwerk, das Filtern und Aufbereiten des Wassers, den Trinkwasserbehälter und die Pumpe, das Rohrleitungsnetz, Schieber und Hydrant sowie den Kreislauf des Wassers.“ Die meisten Brunnensäulen sind außen blau lackiert, der Wasseraustritt, am Seitenrand montiert, hat die Form einer Kugel, die entweder bronzefarben gehalten ist oder aus Edelstahl besteht. Aus ihr tritt permanent ein kleiner Wasserstrahl aus. Die gitterartige Abdeckung der Auffangschale hat die Form einer bewegten Welle. Im oberen Teil findet sich die – bewusst gewählte – doppeldeutige Aufschrift „Trink Wasser“. Die Wasserschale entspricht dem obersten Segment der Säule und ist wie ein Henkelkörbchen gestaltet. Durch technische Maßnahmen im Inneren der Säule wird beste Trinkwasserqualität garantiert. Hergestellt werden die Trinkbrunnen von der Eisengießerei Ludwig Frischhut aus Pfarrkirchen. Weitere Berliner Trinkbrunnen vom Modell Kaiser stehen auch in Bochum, München, Zürich, Linz, Wien und Luxemburg.

### Typ 2, auch Botsch-Brunnen
Die aus Aluminium gegossenen und 1,05 m hohen Säulen sind durch Quermarkierungen optisch in fünf gleich hohe Segmente untergliedert und besitzen einen leicht ovalen Querschnitt: Der Berliner Designer Marcus Botsch entwarf die Form. An einer Seite des oberen Randes ist eine flache Schale mit 50 Zentimeter Durchmesser eingearbeitet, aus deren Mitte ebenfalls stetig ein feiner Wasserstrahl aufsteigt. Dieser Typ, ebenfalls als Berliner Trinkbrunnen bezeichnet, besitzt keine Ornamente, wirkt aber äußerst elegant und eignet sich auch für die Aufstellung in geschlossenen Räumen.

### Typ 3, barrierefrei

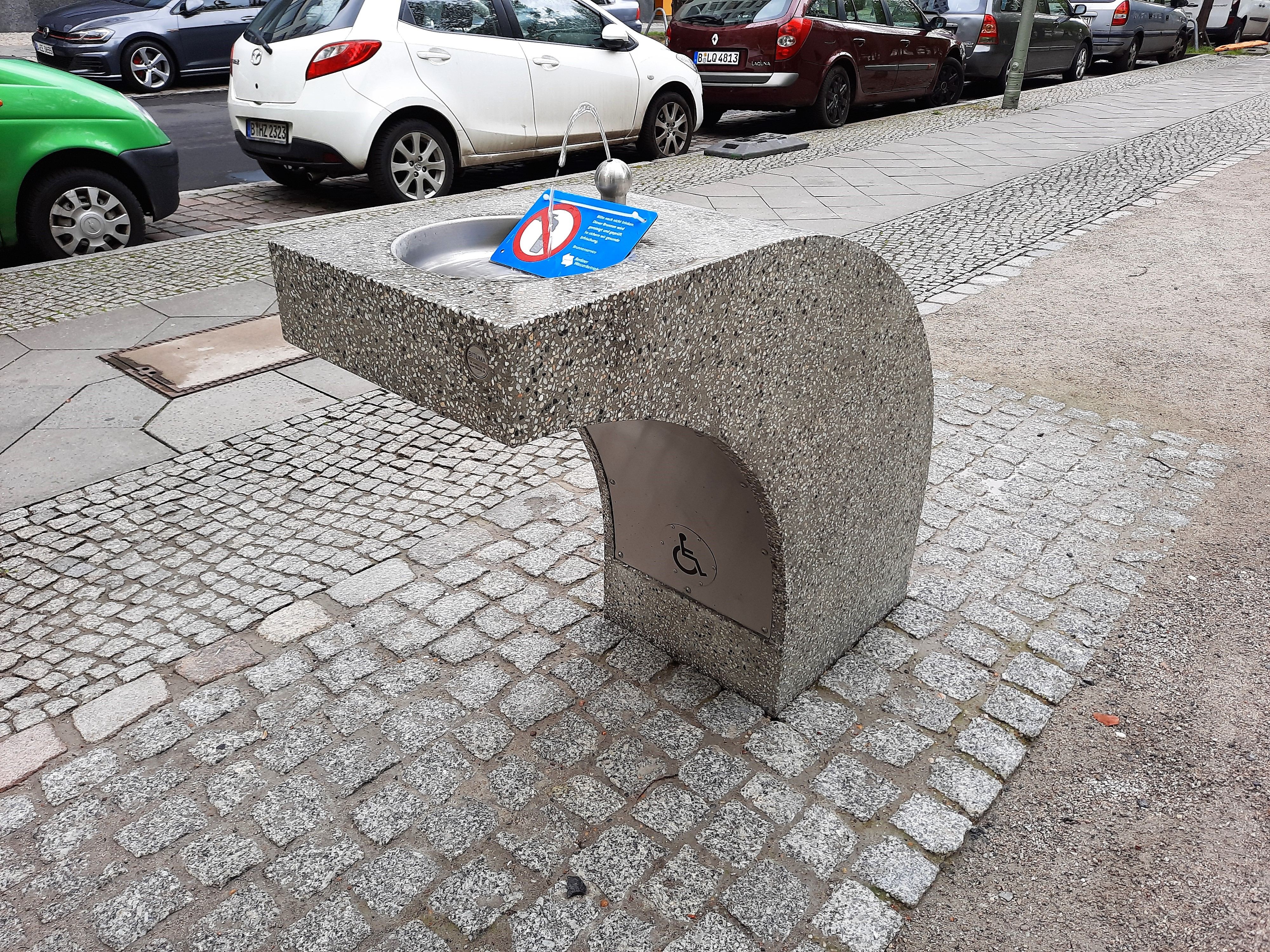
Barrierefreier Trinkbrunnen Typ 3 am Besselpark

Nach bestandener Testphase ist seit 2023 ein  barrierefreies drittes Modell im Einsatz, unter anderem am Besselpark, auf dem Tempelhofer Feld und im Mauerpark. Dabei kann der Sprudel mit dem Rollstuhl unterfahren werden.

### Typ Aquadona
Die Firma bietet Trinkwasserbrunnen verschiedener Hersteller für den Außen- und den Innenbereich an. Die im freien Gelände im öffentlichen Raum aufstellbaren Brunnen stehen auf etwa 1 m hohen zylindrischen Rohren, in denen die eigentlichen Wasserzuleitungen untergebracht sind. An deutlich sichtbarer Stelle befindet sich ein großer gut erreichbarer Knopf, mit dem das Wasser kurzzeitig angeschaltet werden kann. Es gibt mehr als 28 verschiedene Ausführungen, frostresistent und vandalismussicher, unterschieden in Form und Farbe, die alle nach Flüssen benannt sind. Sie können auch mit einer Flaschenfüllhalterung ausgestattet werden. In Berlin gibt es noch keinen Aufstellpunkt.

### Wiener Trinkbrunnen in Berlin

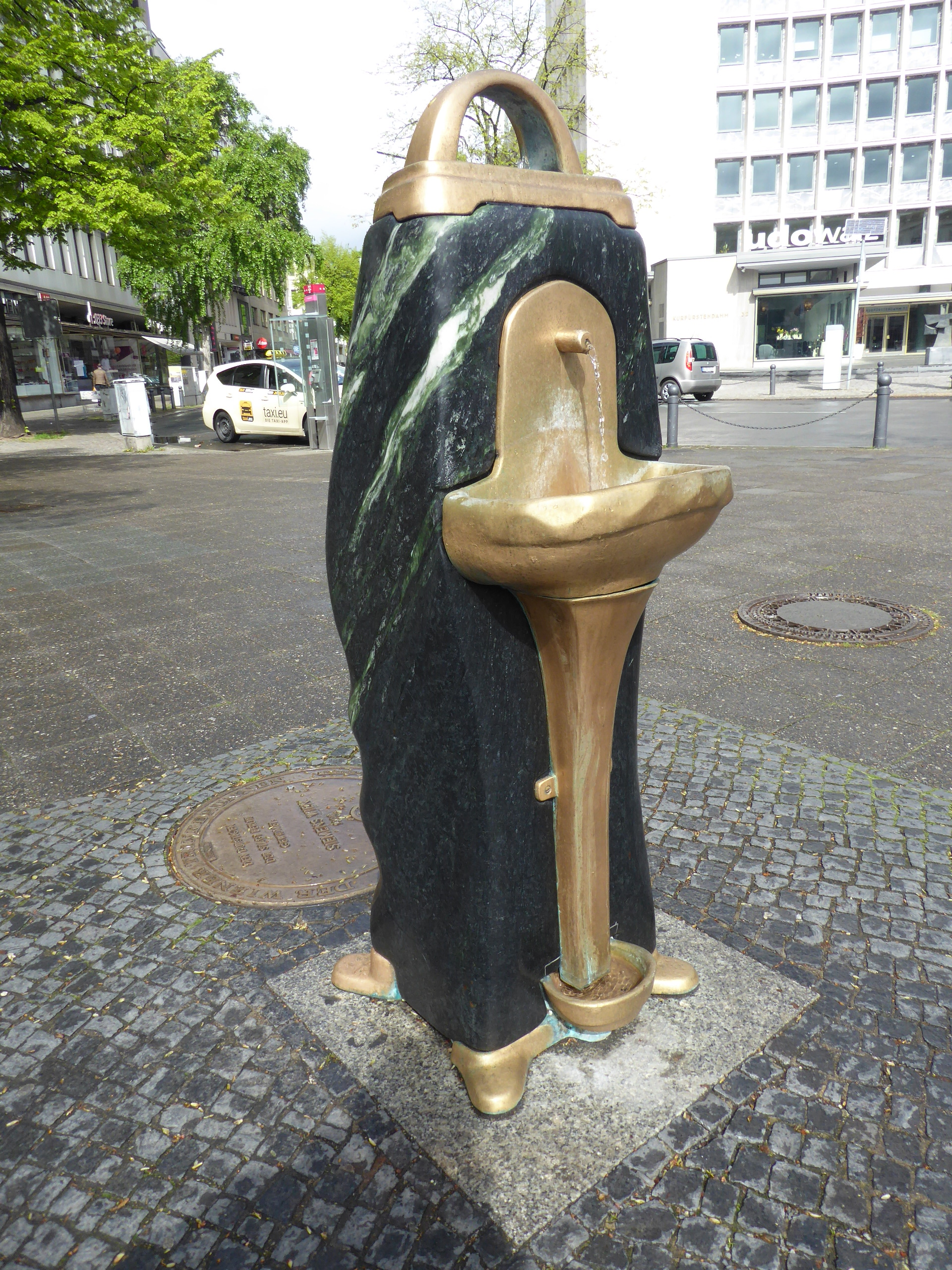
Wiener Trinkbrunnen seit 1994 in Berlin-Charlottenburg, gestaltet von Hans Muhr

Seit 1994 befindet sich ein Modell des überregional bekannten Wiener Trinkbrunnens von Hans Muhr in Berlin-Charlottenburg, gewidmet „Den Durstigen der Stadt Berlin“, ein Geschenk in Kooperation von Siemens Wien und den Berliner Wasserbetrieben.

## Trinkwasserbrunnen in weiteren Großstädten
- Die Bereitstellung von kostenlosem Trinkwasser seitens der Verwaltungen größerer Städte erfolgte bereits seit Jahrhunderten.
- Für Paris wird der erste öffentliche Trinkwasserbrunnen nachgewiesen im 13. Jahrhundert. Im Jahr 1499 waren bereits 17 registriert[20] und im November 2019 beläuft sich die Anzahl auf 1.114 Trinkbrunnen.[21] Zu den bekannteren in Paris gehören die Wallace-Brunnen.
- In New York gibt es rund 3500 Outdoor-Trinkbrunnen (Stand: 2019) auf öffentlichen Straßen, Plätzen und in Parks.[22]
- In Rom gab es in den 2020er Jahren rund 2500 öffentliche Trinkwasserfontänen, die „Nasoni“ (Große Nasen) genannt werden.[23][24] Rund 220 davon schmücken das historische Stadtzentrum.  Der damalige Bürgermeister hatte im Jahr 1874 den freien Zugang zu Wasser für alle beschlossen – einschließlich der Haustiere.[25]
- Im Juni 2019 wurden 1000 Trinkbrunnen in Wien gezählt, darunter auch mobile Exemplare in den Sommermonaten, welche an stark frequentierten Orten mit Hydranten verbunden werden.[26][27]

## InitiativeBlue Community Berlin
Der Zuwachs von Berliner Trinkwasserbrunnen steht im Zusammenhang mit dem Beitritt der Stadt Berlin zur weltweiten Initiative Blue Community am 22. März 2018. Diese Initiative wurde 2011 vom Council of Canadians ins Leben gerufen, deren Vorsitzende Maude Barlow ist. Mitglieder dieser Community setzen sich weltweit seit Ende des 20. Jahrhunderts für den freien Zugang zu Trinkwasser ein, verpflichten sich, Wasser als öffentliches Gut zu schützen und als Menschenrecht anzuerkennen. – Die Generalversammlung der Vereinten Nationen verabschiedete am 28. Juli 2010 eine Resolution, die den Zugang auf sicheres und sauberes Trinkwasser und auf eine Sanitärversorgung als „ein unverzichtbares Lebensrecht“ bezeichnet.